# Zingiber multibracteatum
Zingiber multibracteatum är en enhjärtbladig växtart som beskrevs av Richard Eric Holttum. Zingiber multibracteatum ingår i släktet Zingiber och familjen Zingiberaceae.

## Underarter
Arten delas in i följande underarter: